# 米歇尔费尔德
米歇尔费尔德是德国巴登-符腾堡州的一个市镇。总面积35.22平方公里，总人口3705人，其中男性1847人，女性1858人（2011年12月31日），人口密度105人/平方公里。